# 시바타 리에
시바타 리에(일본어: 柴田 理恵 しばた りえ[*], 1959년 1월 14일~)는 일본의 탤런트(여배우)이다. 1959년 1월 14일생이며 일본 도야마현 도야마시 출신이다.